# Henrik Svensmark

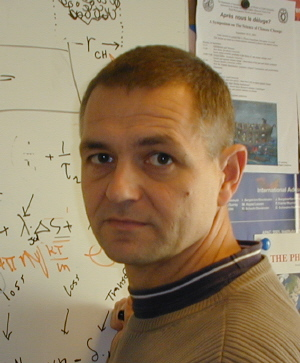
Henrik Svensmark

Henrik Svensmark (* 1958) ist ein dänischer Physiker, der vor allem für sein Bestreiten des wissenschaftlichen Konsenses zur globalen Erwärmung öffentliche Aufmerksamkeit erfuhr.

## Leben und Wirken
Er war 1988 bis 1993 an der University of California, Berkeley, am Nordic Institute of Theoretical Physics und am Niels-Bohr-Institut tätig, anschließend arbeitete er am Dänischen Meteorologischen Institut. Svensmark wurde zusammen mit Eigil Friis-Christensen 1997 durch ihre Arbeiten zu einem Zusammenhang zwischen Kosmischer Strahlung (GCR) und Klimaveränderung bekannt. Den postulierten Mechanismus stellten sie als Kosmoklimatologie vor: Steigende Sonnenaktivität bewirkt über solare Magnetfelder innerhalb der Magnetosphäre eine Abnahme der Kosmischen Strahlung. Dadurch entstünden weniger kühlende Wolken in der unteren Atmosphäre. Einige frühere Arbeiten zu der These eines Zusammenhangs zwischen kosmischer Strahlung und Wolken wurden in den 1975er Jahren von Robert E. Dickinson im Überblick dargestellt.
Svensmark, der sich anfangs sehr vorsichtig über einen Zusammenhang zwischen kosmischer Strahlung und Klima äußerte und auf eine „Vereinnahmung“ seiner These in der politischen Kontroverse um die globale Erwärmung anfangs sehr ablehnend reagierte, wurde im Zusammenhang mit seiner Positionierung als Klimaskeptiker international bekannt. Später vertiefte er seine Auseinandersetzung mit Wissenschaftlern, die den wissenschaftlichen Konsens zur globalen Erwärmung anerkennen. So stritt Svensmark 2007 in einer Replik auf eine gegenläufige Studie bereits eine durchgehende aktuelle Erwärmung ab. Seine Hypothese, dass kosmische Strahlung für das Klima weit wichtiger sei als die Treibhausgase, hat er in weiteren Arbeiten vertieft und 2018 auch im britischen House of Lords vorgestellt. Seine Resultate und Schlussfolgerungen konnten von anderen Wissenschaftlern nicht bestätigt werden.
Zwischen 1998 und 2004 leitete er die Sun-climate group am Danish Space Research Institute (DSRI). Nach 2004 war er Direktor des Centre for Sun-Climate Research des Danish National Space Center (DNSC), welches 2007 vereint wurde mit Teilen von Dänemarks Technischer Universität (DTU) zum National Space Institute (NSI bzw. Fachbereich DTU Space). Im Jahr 2024 war er Senior Researcher in der Abteilung für Astrophysik und Atmosphärenphysik an der DTU.

## Rolle in der Klimadebatte und weitere Forschung
In einer 2012 bei der Royal Astronomical Society erschienenen Studie postuliert Svensmark einen eindeutigen Zusammenhang zwischen der Biodiversität, der Plattentektonik, insbesondere deren Einfluss auf das Ausmaß von Küstenbereichen und der Anzahl von Supernovae im Umfeld der Erde über die letzten 500 Millionen Jahre. Die Primärbioproduktivität des Meeres, das Nettowachstum der photosynthetisch aktiven Bakterien sei allein durch die kosmische Strahlung zu erklären. Zudem sei ein inverser Zusammenhang zwischen erhöhten Supernovaeerscheinungen und dem Kohlendioxidanteilen der Atmosphäre zu finden, den Svensmark auf in kälteren Ozeanbereichen erhöhte Bioproduktivität zurückführt.
Untersuchungen zu Svensmarks Thesen finden unter anderem im Rahmen des 2006 am CERN gestarteten Projekts namens CLOUD (Cosmics Leaving OUtdoor Droplets), unter der Leitung von Jasper Kirkby statt und wurden auch von Svensmark während des dänischen SKY Projekts untersucht. Eine Überblicksstudie zu Forschungen und Ergebnissen zum Zusammenhang zwischen kosmischer Strahlung und Klima wurde 2007 bei Space Science Reviews veröffentlicht.
In der Klimaforschung werden Svensmarks Hypothesen abgelehnt. In einer 2016 publizierten Arbeit von Dunne et al. schreiben die Autoren, dass auf Basis der CLOUD-Experimente festgestellt werden kann, dass Veränderungen in der Intensität kosmischer Strahlung keinen spürbaren Einfluss auf das aktuelle Klimageschehen haben. Der Weltklimarat IPCC hält in seinem 2021 publizierten Sechsten Sachstandsbericht u. a. mit Verweis auf CLOUD-Experimente fest, dass sich die Bewölkungskeimkonzentration in niedrigen Wolken zwischen Solarmaximum und Solarminimum nur um 0,2 bis 0,3 % voneinander unterschied und es daher unwahrscheinlich sei, dass kosmische Strahlen das gegenwärtige Klima beeinflusse. Der Bericht bestätigte damit die Aussage des Fünften Sachstandsberichts von 2013, der ebenfalls schon zusammengefasst hatte, dass galaktische kosmische Strahlen (GCR) zu schwach seien, um Auswirkungen auf das Klima zu haben, und außerdem kein robuster Zusammenhang zwischen galaktischen kosmischen Strahlen und der Bewölkung gefunden werden konnte. Die seither publizierten Studien bestätigten diese Schlussfolgerungen mit entscheidenden Labor-, Theorie- und Beobachtungsdaten. Insgesamt könne daher mit großer Zuversicht geschlossen werden, dass galaktische kosmische Strahlen einen vernachlässigbaren Effekt auf die Klimaentwicklung im Zeitraum von 1750 bis 2019 gehabt hatten.
Bereits in einer im Jahr 2010 erschienenen Studie von Calogovic et al. konnten die von Svensmark postulierten Wirkmechanismen nicht nachvollzogen werden. Eine weitere Studie von Laken et al., ebenfalls von 2010, geht von einem kleineren, aber statistisch signifikanten Zusammenhang zwischen Fluenz der kosmischen Strahlung (GCR-Flux, engl. galactic cosmic ray – Flux) und der Wolkenbedeckung mittlerer Breite aus. Die Autoren sehen dabei einen paläoklimatologischen Einfluss, beschreiben den Zusammenhang zwischen GCR und dem Klima aber als hoch unsicher („highly uncertain“).
Svensmark hingegen hielt an seiner These fest. In einer 2017 publizierten Arbeit postulierte er anhand von Simulationen und Experimenten in Reaktionskammern einen Effekt, der die von ihm beschriebenen Wirkmechanismen zur Wolkenbildung bestätige. Hierdurch könnten sich seiner Ansicht nach in der Vergangenheit Temperaturschwankungen von bis zu 2 Grad erklären lassen, die abhängig von der Sonnenaktivität oder von Supernova-Ereignissen in der näheren Umgebung der Erde sind und auf sehr großen Zeitskalen wirken. In der Wissenschaft wurde dieses neue Paper vorwiegend ablehnend rezipiert. Eine 2018 erschienene Arbeit weist explizit darauf hin, dass es sich bei der von Svensmark postulierten Verbindung von Supernova-Explosionen und irdischem Klima um eine „kontroverse Behauptung“ handele.

## Rezeption
Laut Urs Neu vom Schweizer Forum für Klimawandel wurde die Theorie vom Einfluss kosmischer Strahlen auf den Klimawandel von Leuten benutzt, die den Einfluss des Menschen auf den Klimawandel abstreiten. Auch Svensmark selbst trat 2017 als Gastredner bei einer von den beiden Organisationen EIKE und CFACT veranstalteten „Klimakonferenz“ in Düsseldorf auf.

## Veröffentlichungen und Erwähnungen
- 2007 veröffentlichte er zusammen mit dem englischen Wissenschaftsautor Nigel Calder das Buch The Chilling Stars – A New Theory of Climate Change (dt. siehe unten), welches die These – populärwissenschaftlich – sehr nachdrücklich vertritt. Von verschiedenen Seiten werden Inhalte wie Argumentationsführung dieses Buches scharf angegriffen.[29][30]

Nigel Calder, Henrik Svensmark, Helmut Böttiger (Übersetzer): Sterne steuern unser Klima: Eine neue Theorie zur Erderwärmung. Patmos Verlag, Düsseldorf 2008, ISBN 3-491-36012-9.
- The Cloud Mystery (Das Geheimnis der Wolken) von Lars Oxfeldt Mortensen ist eine Dokumentation über Svensmarks Arbeiten, die der dänische Sender TV 2 2008 und der Sender ARTE von 2010[31] bis 2013[32] wiederholt ausstrahlte.[33]
- In dem Buch Die kalte Sonne. Warum die Klimakatastrophe nicht stattfindet von Fritz Vahrenholt und Sebastian Lüning schrieb er einen Gastbeitrag.[34]
- Fachartikel „Increased ionization supports growth of aerosols into cloud condensation nuclei“[35]